# Team Fortress Classic
Team Fortress Classic – gra wieloosobowa, która została wydana początkowo jako modyfikacja do QuakeWorld, a następnie jako dodatek do gry Half-Life. Pozwala dwóm drużynom współzawodniczyć przez Internet w misjach takich jak: capture the flag, eskortowanie VIPa, kontrola terytorium. Została przeniesiona do gry Half-Life przez twórców moda Team Fortress do Quake we współpracy z Valve Software. Samodzielna wersja Team Fortress Classic została udostępniona do zakupu przez Steam, system dostarczania zawartości cyfrowej firmy Valve.

## Rozgrywka
Team Fortress Classic to gra wieloosobowa typu strzelanka pierwszoosobowa, w której dwie konkurencyjne drużyny: RED i BLU rywalizują ze sobą, by wypełnić cel, bądź uniemożliwić wykonanie go dla przeciwnej drużyny. Gra zawiera również mechaniki takie jak poszczególne typy zbroje, granaty i specjalne umiejętności dla klas, mające na celu urozmaicenie rozgrywki. Poszczególne tryby to:
Capture the Flag – Obie drużyny próbują ukraść, flagę drużyny przeciwnej i donieść ją z powrotem do swojej bazy. Mapy są ułożone symetrycznie. Sam typ rozgrywki ma kilka wariacji jak "odwrócone CTF" oraz wersja oparta na piłce nożnej. Tryb obsługuje 10 map.
Control Point – Ten tryb jest podzielony na dwie wariacje, obie obsługujące po dwie mapy każda:
Standardowy – Mapa jest symetrycznie ułożona, obie drużyny startują w swoich bazach, niektóre mapy mają jeden punkt kontrolny i neutralne punkty kontrolne, oraz mapy które mają tylko neutralne punkty kontrolne. Wygrywa drużyna, która przejmie wszystkie punkty kontrolne.
Obrona i Atak – Mapy są asymetrycznie ułożone, drużyna RED rozpoczyna ze wszystkimi punktami kontrolnymi zajętymi przez nich. Zadaniem drużyny BLU jest przejęcie wszystkich punktów, w odpowiedniej kolejności, przed upływem wyznaczonego czasu. Drużyna RED wygrywa jeśli uda jej się zatrzymać BLU przed przejęciem wszystkich punktów kontrolnych, zaś zespół BLU wygrywa jeśli uda im się przejąć wszystkie punkty, przed upływem czasu.
Zamach i Eskorta – Tryb dzieli graczy na trzy drużyny i obsługuje tylko jedną mapę:  
VIPowie którzy starają się uciec z mapy. Klasą przydzieloną do tej drużyny jest unikalna dziesiąta klasa: cywil. 
Ochroniarze których celem jest obronienie i eskorta VIPów. Klasami przydzielonymi do tej drużyny jest żołnierz, gruby i medyk 
Zabójcy którzy próbują pozbawić VIPów życia, i nie pozwolić im uciec. Klasą przydzieloną do tej drużyny jest snajper. 

## Odniesienia
W Team Fortress 2 występuje wiele nawiązań do gry. Gruby ma przedmioty kosmetyczne nawiązujące do jego wyglądu w Team Fortress Classic, np. gogle i chustę na głowę. Jedna z możliwych do zdobycia bronia dla Snajpera to "Klasyk" karabin snajperski, stylizowany by wyglądać podobnie do jego wersji z TFC. Postacie z Team Fortress Classic również występują w dwóch komiksach Team Fortress 2, pod tytułami "Było minęło" (ang. "Catch up") i "Zimny dzień w piekle" (ang. "A cold day in hell") w roli antagonistów.

## Odbiór gry
Gra spotkała się z pozytywnym odbiorem recenzentów, uzyskując według agregatora GameRankings średnią z ocen wynoszącą 85,43%.